# Naglfari
En la mitología Nórdica, Naglfari es el padre de Auðr hijo de Nótt que es la personificación de la noche. Naglfari es mencionado sólo una vez en el libro Gylfaginning de la Edda prosaica (escrita en el siglo XIII por Snorri Sturluson) en donde se le describe como uno de los tres maridos de Nótt, y donde la pareja da un hijo llamado Auðr. No se proporciona información adicional acerca de Naglfari. Rudolf Simek inventó la teoría de que Snorri inventó a Naglfari pero afirma que su razón para hacerlo es desconocida.